# صبحانه‌ای برای دو نفر
صبحانه‌ای برای دو نفر فیلمی به کارگردانی مهدی صباغ‌زاده، نویسندگی اصغر عبداللهی و تهیه‌کنندگی رسول صدرعاملی محصول سال ۱۳۸۲ است.

## خلاصه فیلم
این فیلم داستان نویسنده‌ای است که پس از سال‌ها انزوا تصمیم می‌گیرد داستانی دربارهٔ زندگی دختر جوانی بنویسد.

## بازیگران
- خسرو شکیبایی
- چکامه چمن ماه
- نیکو خردمند
- انوشیروان ارجمند
- رامتین خداپناهی
- مهدی فقیه
- مژگان مینایی
- اکبر معززی
- نادیا دلدار گلچین
- محسن قاضی مرادی
- اکبر طبسی
- پروین میکده

## جشنواره‌ها
فیلم صبحانه‌ای برای دو نفر در بیست و دومین دوره جشنواره فیلم فجر (۱۳۸۲) کاندیدای بهترین فیلم‌برداری (علیرضا زرین‌دست) بوده است.
همچنین این فیلم در هشتمین دوره جشن خانه سینما (۱۳۸۳) کاندیدا بهترین طراحی هنری (ژیلا مهرجویی) بوده است.